# Немачка Евангеличка црквена општина у Београду
Немачка Евангеличка црквена општина у Београду (данас Битеф театар), је велелепни објекат изграђен пред сам почетак Другог светског рата, између 1940. и 1943. године, на углу Кнез Милетине и Дринчићеве (данас Скверу Мире Траиловић 1), за потребе дела (протестантског) немачког живља. Немци протестанти су у време изградње ове црквено-општинске зграде чинили око 3,5% становништва Краљевине Југославије, од којих је 10.471 живело у Београду. И поред тога што су историјске и друштвене околности утицала на судбину једне грађевине, која је више пута мењала своју намену, грађевина је до данас
споља сачувала свој изворни изглед, док је унутрашњост претрпела извесне измене током адаптације објекта 1989. године у Битеф театар.
године.

## Називи
Евангеличка црквена општина у Београду — Евангеличка црквена и школска општина Београд — Немачка Евангеличка црквена општина у Београду — Евангеличка црквена општина у Београду

## Историја
Уједињењем јужнословенских народа и формирањем 1919. године Краљевине Срба, Хрвата и Словенаца, Београд је постао престоница вишенационалне и вишеконфесионалне државе, у којој је паралелно деловао католицизма, православља и ислам, укључујући и јудаизам и протестантизам.
Прво насељавање протестаната забележено је након повлачења Османлија, иако је инструкција аустријског цара Леополда I из 1687. године подразумевала дозволу насељавања области „јужно од Сегедина“ искључиво католичким поданицима. Даљи прилив досељеника из Моравске, немачких делова Чешке и других делова Хабзбуршког царства у Београд и Србију забележен је током такозване треће аустријске владавине 1790–1791. године. По стицању државне самосталности и кнежевске титуле, потврђене доношењем Хатишерифа 1830. године, кнез Милош Обреновић је почео да размишља о оснивању немачких колонија, и иницирао геолошка ископавања рударског инжењера Фон Хердера, у намери да тако
подстакне долазак саксонских Немаца у Србију.
Прва немачка колонија са око двадесет породица стигла је 1839. године, а њено увећавање је већ 1840-тих година указало на могућност оснивања немачке евангеличке заједнице.
Према подацима из 1833. године, београдски евангелисти су за богослужење користили један стари турски објекат у тадашњој абаџијској улици (данас Краљице Наталије), који није био изворно сакралног карактера нити је у потпуности одговарао стварним потребама верника.
Београдска протестантска заједница развијала независно од војвођанске, и толико је била ангажована да је само десет дана након доношења Указа којим се регулишу односи и верска права неправославних хришћана, лутерана и калвиниста, од 9. септембра 1853. године, основана је Београдска протестантска општина, што је било у складу с намерама лутеранске Унутрашње мисије у Немачкој да интензивира верски и школски живот лутерана у дијаспори. Баоград се у тим намерама показао као идеалан да постане један од дванаест „центара за душебрижништво у југоисточној Европи“.

На иницијативу пруског конзула Меронија кнез Михаило је, „поданицима вјероисповједанија аугсбургског“ дао на коришћење капелу у Улици Вука Караџића 7 (која је под именом „Лазарева црква“, првобитно је била подигнута за потребе католичке заједнице у Београду).
Након оснивања Краљевине Срба Хрвата и Словеаца, Устав Краљецине СХС од 28. јуна 1921. године, у члану 4 проглашавао је једнакост и равноправност свих грађана пред законом и гарантовао заштиту власти, док је члан 12 гарантовао слободу вере и савести. Тим уставним актом практично су под заштиту државе стављене све мањине, а обавеза државе је била да се о њима стара.
На дан седамдесетпетогодишњице од оснивања евангеличке цркве у Београду 1929. године број верника био је 2.993. Немачка национална мањина била је бројно највећа мањина у Краљевини Југославији и према подацима из 1921. чинила је 4,22 одсто целокупног становништва. Према попису из 1931. године, немачка национална мањина бројала је 499.969 становника односно 3,5 одсто укупног становништва Краљевине Југославије, од којих је 10.471 живело у Београду.
Градња објекта по идејној замисли немачког архитекте Ота Бартнинга, водећег неимара евангелистичких здања у Европи, чију је разраду нацрта, типског у решењу, извео арх. Валериј Сташевски, отпочела је 20. августа 1940. године. Извођач је било техничко предузеће архитекте Милана Секулића. Темељи нове цркве свечано су освећени 20. октобра 1940. године у присуству угледних личности Београда.
Објекат поседује својеврсне културноисторијске вредности и сведочи о постојању и деловању евангелистичке заједнице у међуратном периоду у Београду.

## Архитектура
Немачка Евангеличка црквена општина у Београду грађен је у златно доба изградње хришћанских верских објеката у Београду везано за период између два светска рата (1918 — 1941), када је изграђено око двадесет храмова, који су, укључујући и овај на сасвим специфичан начин, изменили и унапредили визуелну слику Београда. Овај објекат је у склопу тих промена не само дао посебан визуелни акценат београдском кварту на Дорћолу, већ и постао сведочанство о постојању и деловању хришћанских конфесионалних заједница у међуратном Београду.
Храм је, по угледу на протестантско учење и општа правила грађења евангелистичких црквених објеката, изведен једноставношћу прочишћеног спољашњег израза и унутрашњег распоред простора са основом, чији је облик неправилног троугла био условљен датим обликом парцеле.
У оштем обликовању маса истиче се протестантска неоготика са изразитом вертикалношћу и сведеном декоративношћу, која је потенцирана и избором материјала од смеђе опеке. Изградња оваквог објекта, у једном од најстаријих делова Дорћола, представљала је за Београдску средину једно изразито
надахнуто архитектонско здање, решено у виду модернизоване варијанте обогаћене издуженом експресионистичком формом зашиљене куле, чиме је визуелно обележен овај Дорћолски кварт.
Грађевински квалитети објекта заснован на примени материјала и конструктивних елемената, и поред извесних мањих оштећења, насталих током бомбардовања 1941. и 1944. године, сачувала свој првобитни оригинални изглед.

## Пренамена цркве
Након Другог светског рата друштвено-политичка збивања у Југославији пресудно су утицала на даљу судбину Немачке Евангеличка црквена општина у Београду. Наиме због директне сарадње с нацистичким окупатором, новоформирани црквени савез Немачке евангеличке цркве у послератној Југославији суочио са са недостатком свештенства, десеткованим чланством и конфискованим земљиштем, као и пред рат новоизграђеном црквеном зградом код Бајлонијеве пијаце у Београду.
Конфискована црквена зграда, у ноовонасталим условима је у више наврата мењала своју намену и служила потребама различитих институција:
- Првобитно је у објекту извесно време био смештен Архив Југославије.
- Потом магацински простор и столарске радионице позоришта „Бошко Буха“.[тражи се извор]
- У бочном делу грађевине према Улици кнез Милетиној налазило се седиште редакције новинске агенције Танјуг, а када је овај простор поново адаптиран за становање, стамбене јединице додељене су радницима ове агенције.
- Иста судбина задесила је и бочни део објекта из Дринчићеве улице, чије су стамбене јединице након адаптације дате на употребу старој римокатоличкој цркви у Београду.[тражи се извор]
- Просторија смештена у звонику, испод саме звонаре, адаптирана је у уметнички атеље и додељена сликару Градимиру Алексићу 1953. године.[тражи се извор]

Након више од четири деценије неадекватног коришћења објекта, на иницијативу Завода за заштиту
споменика културе града Београда средином 1980-их, донета је одлука да објекат буде адаптиран за потребе позоришта. На основу ове одлуке црква је успешно адаптиран за потребе Битеф театра, на шта је утицало иделно решење акустике централне сале, што је био и један од основних постулата за одређивање његове данашње намене – театра.
Преименовањем је основана једне од најзначајнијих позоришних институција у Београду и шире, чиме зграда некадашње цркве, уз своје доказане споменичке вредности, и данас активно доприноси културном, пре свега драмском, развоју Београда.